# Joahim Nastran
Joahim Nastran (tudi Gašpar Nastran), slovenski teolog in frančiškan, * 12. november 1802, Cerklje na Gorenjskem, † 13. oktober 1863, Kamnik.

## Življenje in delo
Rodil se je očetu Antonu in materi Apoloniji. V red je stopil stopil 7. decembra 1825, in bil 20. septembra 1826 posvečen v duhovnika. Bil je kaplan in gvardijan v Ljubljani. Izdal je: Sveta pokora ali sedem postnih pridig, katere je pridigal leta 1846 v  Ljubljani.